# The Familiar
The Familiar és un curtmetratge de comèdia de terror de 2009 protagonitzat per Torrance Coombs, Paul Hubbard i Rachel Sehl. Explica la història d'un fan dels vampirs ingenu que es converteix en l'assistent personal d'un vampir bel·ligerant. Va guanyar premis al Festival de Cinema de Sitges, Festival Internacional de Cinema Bram Stoker, Festival Internacional de Cinema de Charleston, el Festival Internacional de Cinema de Rincón, el Seattle True Independent Film Festival i el River Bend Film Festival. Ha estat nominat a diversos Premis Leo així com a Millor curtmetratge als Premis DGC.

## Argument
Sam (Torrance Coombs) sempre ha estat obsessionat amb els vampirs des que era un nen mirant-los als programes infantils fins a quan era estudiant universitari llegint novel·les de terror.
En el 21è aniversari de Sam, un misteriós cavaller li ofereix una opció de carrera peculiar: convertir-se en un assistent d'un vampir real. Intrigat i entusiasmat, Sam accepta la feina i coneix Simon Bolivar (Paul Hubbard), un vampir de 400 anys.
Tot sobre el vampir té una mica de veritat; una veritat seguida d'una dosi de dura realitat. Sam aviat s'adona que no és genial ni agradable servir el seu comportament corrupte i neuròtic.

## Repartiment
- Torrance Coombs com a Sam Matheson
- Paul Hubbard com a Simon Bolivar
- Rachel Sehl com a Alice
- Brock Shoveller com The Old Gentleman
- Jason Harder com a Thomas Holland
- Luisa Jojic com a Penny
- Suzka Mares com a The Vampire's Escort
- Josh Blacker com a Virgil
- Art Kitching com Nosferatu/The Jogger
- Rosette Sharma com a The Vampire's Call Girl

## Inspiració
A Kody Zimmermann se li va ocórrer la idea de llegir Dràcula mentre treballava com a assistent d'un actor: "Vaig sentir com... el vampir era una metàfora del cap de l'infern. Sempre m'ha interessat el personatge de Renfield a Dràcula, i ningú mai va fer la seva història, que jo conec. Quina mena de persona es dedicaria a aquest agent satànic i sinistre i encara es diria a si mateix ésser humà? Vaig pensar que aquesta era la connexió: estàs boig per formar part d'aquest món, però tampoc ets exactament el personatge principal. Volia unir aquestes dues coses, i crec que encaixava bé mentre ho escrivia: servir aquest ésser més gran mentre em veia atrapat en aquesta bogeria. Molts de nosaltres entrem en aquestes feines on ens preguntem, "per què fem això"".

## Premis

### Guanyador
- 2010: HorrorQuest Film Festival al millor curtmetratge
- 2010: XLIII Festival Internacional de Cinema Fantàstic de Catalunya Panorama del Concurs Oficial de Fantàstics al Millor Curtmetratge[2]
- 2010: Vampire Film Festival pel millor curtmetratge de vampirs
- 2010: Buffalo Screams Horror Film Festival al millor curtmetratge de terror
- 2010: Buffalo Screams Horror Film Festival al millor guió
- 2010: Mile High Horror Film Festival Premi del públic al millor curtmetratge
- 2010: Thriller! Chiller! Festival de Cinema Millor Curtmetratge
- 2010: Bram Stoker International Film Festival al millor curtmetratge
- 2010: Maelstrom International Fantasy Film Festival al millor curtmetratge de terror preferit del públic
- 2010: Action/Cut Short Film Competition a la millor pel·lícula de ficció
- 2010: Seattle's True Independent Film Festival (STIFF) Premi Fangbanger
- 2010: River Bend International Film Festival Premi Hight Point
- 2010: Festival Internacional de Cinema de Rincón al millor curt de terror
- 2010: Charleston International Film Festival al millor thriller curt

### Nominacions
- 2011: Killer Film Festival al millor guió (Kody Zimmermann)
- 2011: Festival de Cinema de Terror de Nova Orleans al millor guió (Kody Zimmermann)
- 2011: New Orleans Horror Film Festival al millor curtmetratge de terror
- 2010: Buffalo Screams Horror Film Festival al millor director (Kody Zimmermann)
- 2010: Buffalo Screams Horror Film Festival a la millor fotografia (George Campbell)
- 2010: Buffalo Screams Horror Film Festival al millor actor (Torrance Coombs)
- 2010: Buffalo Screams Horror Film Festival al millor actor (Paul Hubbard)
- 2010: Terror Film Festival al millor curtmetratge de terror
- 2010: Action On Film International Film Festival al millor maquillatge
- 2010: Premi del Gremi de Directors del Canadà al millor curtmetratge
- 2010: Premi Leo al millor guió en un curt drama (Kody Zimmermann)
- 2010: Premi Leo al millor so general en un curt drama (Hugo Dela Cerda, Kevin Belen, David Green)
- 2010: Premi Leo a la millor edició de so en un curt drama (Kelly Cole, Bill Mellow, Kevin Belen, Graeme Hughes, David Green)
- 2010: Premi Leo a la millor interpretació protagonista masculina en un curt drama (Torrance Coombs)